# Ennio Cerlesi
Ennio Cerlesi (Torino, 21 gennaio 1901 – Roma, 20 settembre 1951) è stato un attore, regista, doppiatore e drammaturgo italiano.

## Biografia

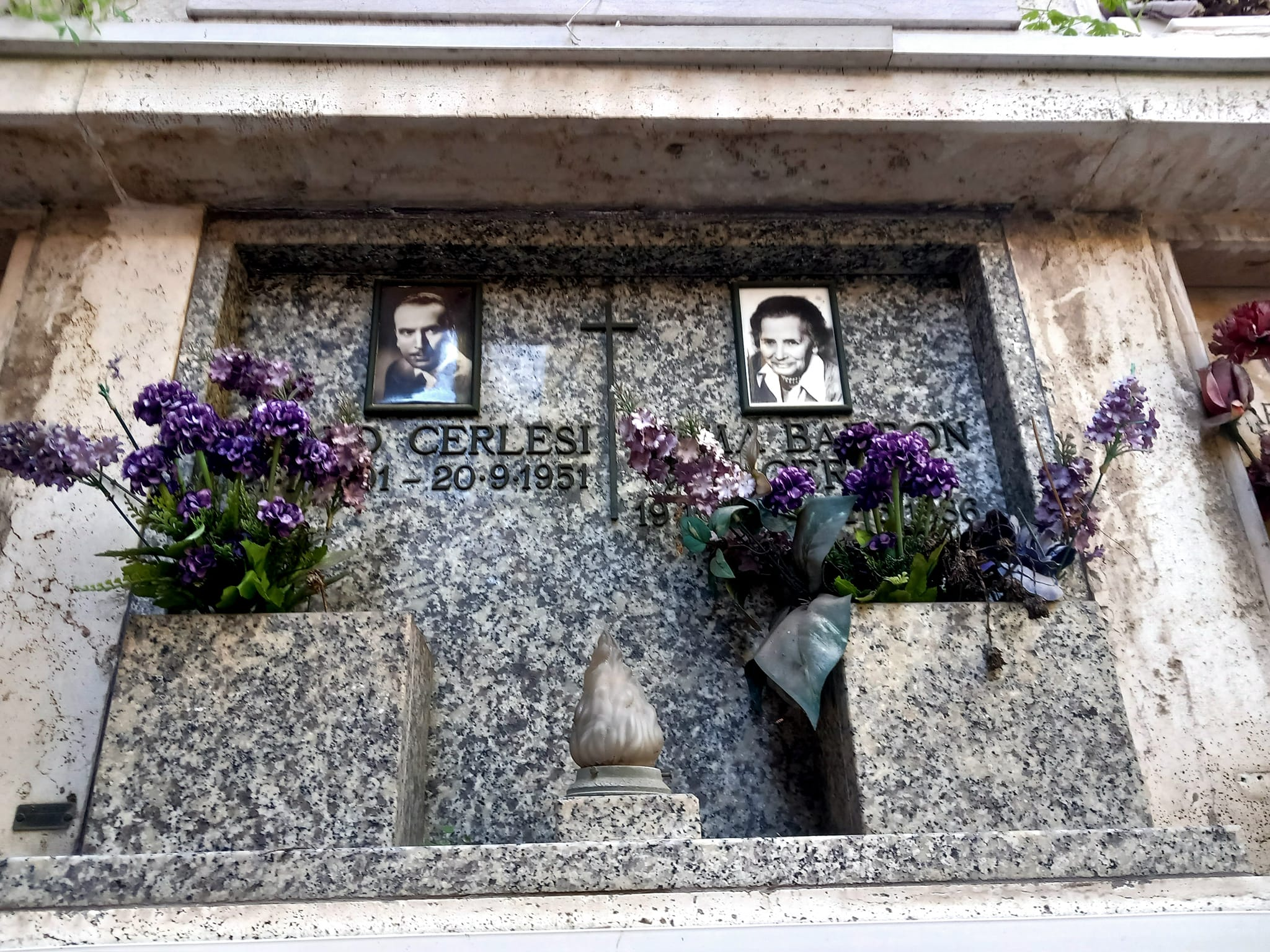
Tomba di Ennio Cerlesi ed Emma Baron al Cimitero del Verano

Dopo aver lavorato a teatro per molti anni, esordì al cinema nel 1932 con L'armata azzurra, uno dei primi film italiani sonori, diretto da Gennaro Righelli, al quale seguirono Il dottor Antonio (1937) e Ho visto brillare le stelle (1939), entrambi di Enrico Guazzoni e Fanfulla da Lodi di Giulio Antamoro e Carlo Duse (1940); in seguito interpretò numerosi altri film, ma in parti di secondo piano.
Nel 1936 sposò l'attrice e compagna di lavoro Emma Baron, con la quale allestirà varie Compagnie per tournée sia in Italia che negli Stati Uniti.
Nell'immediato dopoguerra esordì nella regia con Piero Tellini, dirigendo Uno tra la folla (1946), una commedia interpretata da Eduardo De Filippo.
Morì a Roma il 20 settembre 1951, all'età di 50 anni. È sepolto, accanto alla moglie, presso il Cimitero del Verano.

## Filmografia

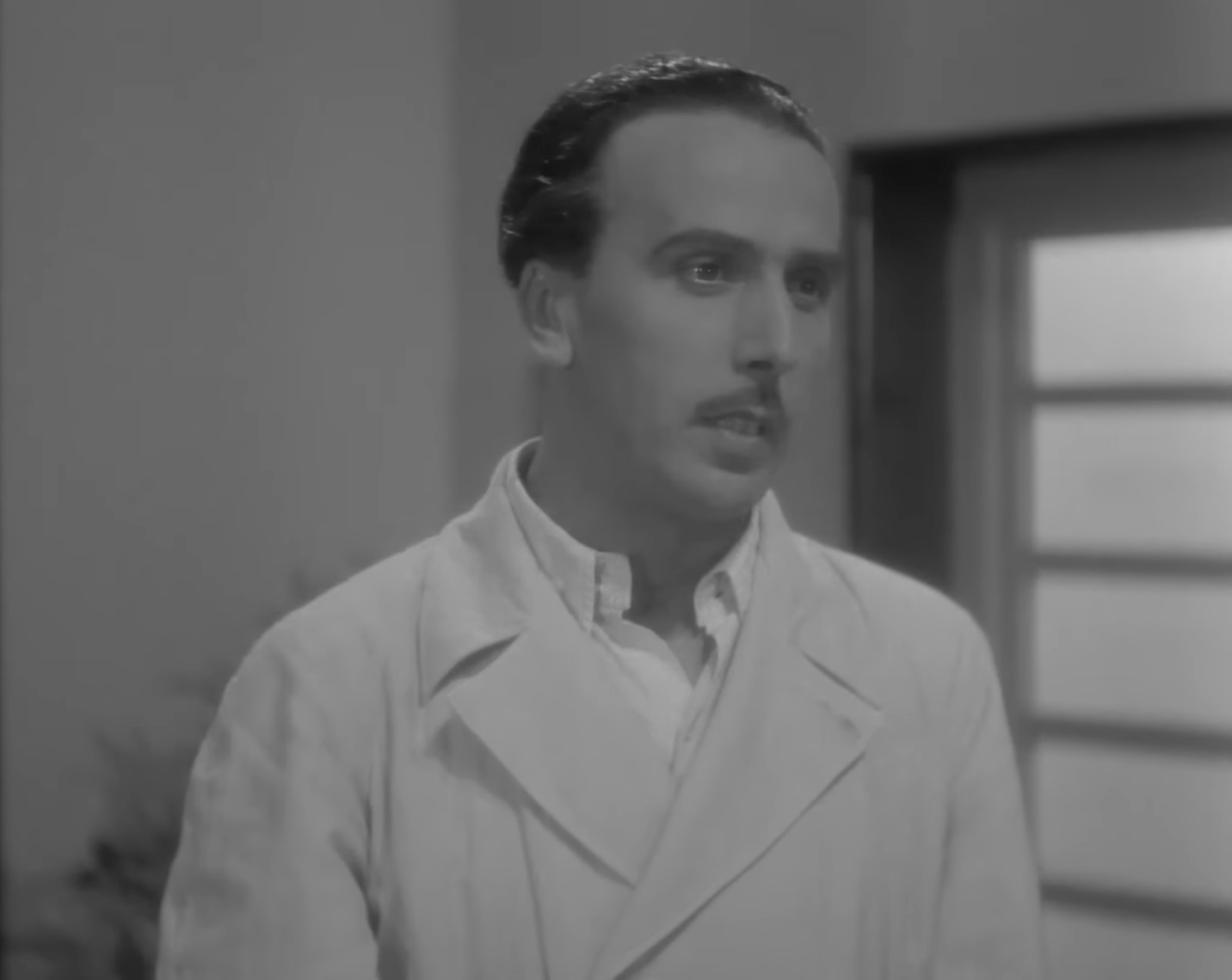
Ennio Cerlesi nel film Il suo destino (1938)

- L'armata azzurra, regia di Gennaro Righelli (1932)
- Aurora sul mare, regia di Giorgio Simonelli (1934)
- Casta diva, regia di Carmine Gallone (1935)
- Freccia d'oro, regia di Piero Ballerini e Corrado D'Errico (1935)
- Il diario di una donna amata, regia di Hermann Kosterlitz (1936)
- Il dottor Antonio, regia di Enrico Guazzoni (1937)
- Il suo destino, regia di Enrico Guazzoni (1938)
- Giuseppe Verdi, regia di Carmine Gallone (1938)
- Napoli che non muore, regia di Amleto Palermi (1939)
- Ho visto brillare le stelle, regia di Enrico Guazzoni (1939)
- Fanfulla da Lodi, regia di Giulio Antamoro e Carlo Duse (1940)
- La pantera nera, regia di Domenico Gambino (1941)
- È caduta una donna, regia di Alfredo Guarini (1941)
- Amore imperiale, regia di Aleksandr Volkov (1941)
- Tempesta sul golfo, regia di Gennaro Righelli (1943)
- I dieci comandamenti, regia di Giorgio Walter Chili (1945)
- Uno tra la folla, regia di Ennio Cerlesi (1946)
- L'ultima sentenza, regia di Mario Bonnard (1951)

## Prosa teatrale
- Rebecca, di Daphne du Maurier, regia di Guido Salvini, prima al Teatro Quirino il 20 aprile 1946

Cerlesi ha scritto anche alcune commedie firmate tuttavia con pseudonimi differenti:
- Un'ora di terrore (firmato con lo pseudonimo di Gabar Vetzery)
- Amore a grande velocità (firmato con lo pseudonimo di Gabar Vetzery)
- Però non mi ingannare (firmato con lo pseudonimo di William Strickland)
- Match di boxe  (firmato con lo pseudonimo di William Strickland)
- La piccola Roque  (firmato con lo pseudonimo di Marion Delay)

## Doppiaggio
- Paul Henreid in Casablanca, I cospiratori
- John Wayne in Romanzo nel West, Sotto i cieli dell'Arizona, I gangsters del Texas
- Gregory Peck in La valle del destino
- Bruce Bennett in Il romanzo di Mildred, Gunga Din
- Richard Loo in I falchi di Rangoon
- Basil Rathbone in Bellezze al bagno
- Anthony Quinn in La città del peccato
- Alan Marshal in Notre Dame
- Gilbert Roland in Il conquistatore del Messico
- Vincent Price in Vertigine, Il conte di Essex, Il castello di Dragonwyck
- James Whitmore in Mani lorde
- John Abbott in Il prezzo dell'inganno
- Alexander Knox in Il lupo dei mari
- Edgar Barrier in Il fantasma dell'Opera
- John Sutton in La porta proibita
- Wallace Ford in Solo chi cade può risorgere
- Victor Mature in Situazione pericolosa
- Leif Erickson in Tre segreti
- Ralph Byrd in Quelli della Virginia
- Voce narrante in Destinazione Tokio